# Пам'ятки археології Нововодолазького району
У Нововодолазькому районі Харківської області на обліку перебуває пам'яток археології.
| № з/п | Охор. № | Місцезнаходження об'єкту | Назва об'єкту Вік | Дослідник, рік обстеження | Розміри | Кат     | Рішення Харківського ОВК, накази УКіТ | Охоронна зона: розміри, Рішення Харківського ОВК, накази УКіТ |
| ----- | ------- | --- | --- | --- | --- | ------- | ------------------------------------- | ------------------------------------------------------------- |
| 1.    | 1945    | смт. Нова Водолага Нововодолазької сел/р | Кургани. 3.III тис. до н. е. — I тис. н. е. | Багалій Д. І., історик. 1905 р. | Вис. 0,8-1,2 м | Місцева | № 196 від 16.04.84р.                  | 50 м.№ 197 від 16.04.84р.                                     |
| 2.    | 1946    | с. Вінники Станичненської с/р | Кургани. 5.III тис. до н. е. — I тис. н. е. | Багалій Д. І., історик.1905 р. | Вис. 1,0-1,5 м | -<<-    | -<<-                                  | 50 м.№ 197 від 16.04.84р.                                     |
| 3.    | 1947    | с. Дьячківка Старовірівської с/р | Кургани. 3.III тис. до н. е. — I тис. н. е. | Багалій Д. І., історик.1905 р. | Вис. 0,6-1,3 м | -<<-    | -<<-                                  | 50 м.№ 197 від 16.04.84р.                                     |
| 4.    | 1727    | с. Завадівка Караванської с/р | Поселення скіфське VI—IV ст. до н. е. | Шрамко Б. А., д.і.н. 1972 р. | Площа 500х600 м                                                                                                   | -<<-    | № 13 від 12.01.81р.                   | 50 м.№ 197 від 16.04.84р.                                     |
| 5.    | 2342    | с. Караван Караванської с/р | Кургани. 8.III тис. до н. е. — I тис. н. е. | Шрамко Б. А., д.і.н., Міхеєв В. К., д.і.н., Грубник-Буйнова Л. П., археол. 1977 р. | Вис. 1,0-1,5 м | -<<-    | № 161 від 18.04.88р.                  |                                                               |
| 6.    | 2343    | с. Караванівка Станичненської с/р | Кургани. 3.III тис. до н. е. — I тис. н. е. | -<<- | Вис. 1,0-1,5 м | -<<-    | -<<-                                  |                                                               |
| 7.    | 2344    | с. Литовки Станичненської с/р | Кургани. 3.III тис. до н. е. — I тис. н. е. | -<<- | Вис. 1,5 м | -<<-    | -<<-                                  |                                                               |
| 8.    | 2345    | с. Лихове Просянської с/р | Кургани. 6.III тис. до н. е. — I тис. н. е. | -<<- | Вис. 0,5-1,5 м | -<<-    | -<<-                                  |                                                               |
| 9.    | 2346    | с. Ляшівка Станичненської с/р | Кургани. 3.III тис. до н. е. — I тис. н. е. | -<<- | Вис. 0,3-1,3 м | -<<-    | -<<-                                  |                                                               |
| 10.   | 1943    | с. Миколаївка Мелихівської с/р | Поселення скіфське VI—IV ст. до н. е. | Дяченко О. Г., к.і.н. 1970 р. | Площа 400х180 м                                                                                                   | -<<-    | № 196 від 16.04.84р.                  | 50 м.№ 197 від 16.04.84р.                                     |
| 11.   | 2593    | -<<- | Поселення скіфське"Мелихівка-I"VI-IV ст. до н. е.                                                                                                | Дяченко О. Г., к.і.н. 1970 р. | Площа 3,84 га | -<<-    | № 975 від 18.09.97р.                  |                                                               |
| 12.   | 2594    | -<<- | Поселення «Мелихівка-II» двошарове: зрубне та бондарихинське. Сер. II тис. до н. е.,XII-VII ст. до н. е.                                         | Дяченко О. Г., к.і.н. 1970 р. | -<<- | -<<-    |                                       |                                                               |
| 13.   | 2595    | -<<- | Поселення «Мелихівка-III» багатошарове: бондарихинське, пеньківське та салтівське. XII—VIII ст. до н. е. VI—VII ст. н. е., VIII—X ст. н. е.      | Дяченко О. Г., к.і.н. 1970 р. | Площа 2 га | -<<-    | -<<-                                  |                                                               |
| 14.   | 2596    | -<<- | Поселення «Мелихівка-IV» двошарове: бондарихинське та черняхівське XII—VIII ст. до н. е. II—IV ст. н. е.                                         | Дяченко О. Г., к.і.н. 1970 р. | Площа 0,4 га | -<<-    | -<<-                                  |                                                               |
| 15.   | 2597    | -<<- | Кургани. 6.III тис. до н. е. — I тис. н. е. | Шрамко Б. А., д.і.н., Міхеєв В. К., д.і.н., Грубник-Буйнова Л. П., археол. 1977 р. | Вис. 1,0-3,0 м | -<<-    | -<<-                                  |                                                               |
| 16.   | 2347    | с. Муравлинка Старовірівської с/р | Кургани. 5.III тис. до н. е. — I тис. н. е. | -<<- | Вис. 1,0-2,0 м | -<<-    | № 161 від 18.04.88р.                  |                                                               |
| 17.   | 1948    | с. Новоселівка Нововодолазької сел/р | Кургани. 10.III тис. до н. е. — I тис. н. е. | Багалій Д. І., історик1905 р. | Вис. 0,4-1,2 м | -<<-    | № 196 від 16.04.84р.                  | 50 м.№ 197 від 16.04.84р.                                     |
| 18.   | 1728    | с. Одринка Одринської с/р, на північний захід від села | Поселення скіфське VI—IV ст. до н. е. | Шрамко Б. А., д.і.н. 1972 р. | Площа 300х500 м                                                                                                   | -<<-    | № 13 від 12.01.81р.                   | 50 м.№ 197 від 16.04.84р.                                     |
| 19.   | 1949    | с. Ольховатка Ракитнячської с/р | Курган. 12.III тис. до н. е. — I тис. н. е. | Багалій Д. І., історик1905 р. | Вис. 0,3-1,6 м | -<<-    | № 196 від 16.04.84р.                  | 50 м.№ 197 від 16.04.84р.                                     |
| 20.   | 1950    | с. Ордовка Ордовської с/р | Кургани. 14.III тис. до н. е. — I тис. н. е. | Багалій Д. І., історик1905 р. | Вис. 0,3-1,2 м | -<<-    | -<<-                                  | 50 м.№ 197 від 16.04.84р.                                     |
| 21.   | 2149    | с. ОхочеОхоченської с/р | Поселення двошарове: зрубне та черняхівське.2-га пол. II тис. до н. е. III—IV ст. н. е.                                                          | Воловик С. І., археол. 1984 р. | Площа 300х200 м                                                                                                   | -<<-    | № 118 від 17.03.86р.                  | 50 м.№ 184 від 20.04.87р.                                     |
| 22.   | 2348    | -<<- | Кургани. 25.III тис. до н. е. — I тис. Н.е. | Шрамко Б. А., д.і.н., Міхеєв В. К., д.і.н., Грубник-Буйнова Л. П., археол. 1977 р. | Вис. 0,5-2,0 м | -<<-    | № 161 від 18.04.88р.                  |                                                               |
| 23.   | 2349    | с. Парасковія Мелихівської с/р | Кургани. 4.III тис. до н. е. — I тис. н. е. | -<<- | Вис. 0,8-2,0 м | -<<-    | № 161 від 18.04.88р.                  |                                                               |
| 24.   | 1951    | с. Просяне Просяненської с/р | Кургани. 4.III тис. до н. е. — I тис. н. е. | Багалій Д. І., історик1905 р. | Вис. 0,4-0,8 м | -<<-    | № 196 від 16.04.84р.                  | 50 м.№ 197 від 16.04.84р.                                     |
| 25.   | 2150    | с. Гуляй Поле Борківської сел/р | Поселення багатошарове: доби бронзи, скіфське, черняхівське та пеньківське. II тис. до н. е. VI—IV ст. до н. е. III—IV ст. н. е. VI—VII ст н. е. | Воловик С. І., археол.1984 р. | Площа 200х200 м                                                                                                   | -<<-    | № 118 від 17.03.86р.                  | 50 м.№ 184 від 20.04.87р.                                     |
| 26.   | 1944    | с. Сосонівка Сосонівської с/р | Поселення скіфське V—IV ст. до н. е. | Бородулін В. Г., археол. 1982 р. | Площа 320х190 м                                                                                                   | -<<-    | № 196 від 16.04.84р.                  | 50 м.№ 197 від 16.04.84р.                                     |
| 27.   | 2350    | с. Станичне Станичненської с/р | Кургани. 6.III тис. до н. е. — I тис. н. е. | Шрамко Б. А., д.і.н., Міхеєв В. К., д.і.н., Грубник-Буйнова Л. П., археол. 1977 р. | Вис. 1,0-1,5 м | -<<-    | № 161 від 18.04.88р.                  |                                                               |
| 28.   | 1729    | с. Червоносове Нововодолазької с/р, за 600 м від села | Городище скіфське VI—IV ст. до н. е. | Шрамко Б. А., д.і.н., 1972 р. | Площа 4 га | -<<-    | № 13 від 12.01.81р.                   | 50 м.№ 33 від 23.01.84р.                                      |
| 29.   |         | смт. Бірки Бірківської сел/ради. Поселення розташоване за 0,5 км на південний схід від південно-східної околиці селища | Поселення Бірки-І | Ревенко В. І., зав. відділу охорони пам'яток ХІМ. 1999 р. Черняхівська культура. III—IV ст. | пл. 500,0 х 100,0 м                                                                                               | Об'єкт  | Наказ УКіТ № 25 від 02.03.05р.        |                                                               |
| 30.   |         | смт. Бірки Бірківської сел/ради. Поселення розташоване на південно-східній околиці селища | Поселення Бірки-ІІ | Ревенко В. І., зав. відділу охорони пам'яток ХІМ. 1999 р. Скіфський час, черняхівська культура. VI—III ст. до н. е., III—IV ст.                                                                                     | пл. 300,0 х 70,0 м                                                                                                | Об'єкт  | Наказ УКіТ № 25 від 02.03.05р.        |                                                               |
| 31.   |         | смт. Бірки Бірківської сел/ради. Поселення розташоване за 1 км на південний схід від південно східної околиці селища | Поселення Бірки-ІІІ | Ревенко В. І., зав. відділу охорони пам'яток ХІМ. 1999 р. Скіфський час. VI—III ст. до н. е. | пл. 30,0 х 20,0 м                                                                                                 | Об'єкт  | Наказ УКіТ № 25 від 02.03.05р.        |                                                               |
| 32.   |         | с. Гуляй Поле Бірківської сел/ради Поселення розташоване на північ від села за 0,5 км | Поселення Рябухи-не — ІІ | - << - | пл. 400,0 х 100,0 м                                                                                               | Об'єкт  | Наказ УКіТ № 25 від 02.03.05р.        |                                                               |
| 33.   |         | с. Гуляй Поле Бірківської сел/ради Поселення к. шар — 0,6 м, розташоване на південно-східній околиці села за 0,2 км | Поселення Рябухи-не — ІІІ | Ревенко В. І., зав. відділу охорони пам'яток ХІМ. 1999 р. Черняхівська культура. III—IV ст. | пл. 300,0 х 50,0 м                                                                                                | Об'єкт  | Наказ УКіТ № 25 від 02.03.05р.        |                                                               |
| 34.   |         | с. Гуляй Поле Бірківської сел/ради. Поселення розташоване на південно-східній околиці села за 0,3 км | Поселення Рябухи-не — IV | Ревенко В. І., зав. відділу охорони пам'яток ХІМ. 1999 р. Зрубна к.і.с., скіфський час, черняхівська культура. XV—XII ст. до н. е., VI—III ст. до н. е., III—IV ст.                                                 | пл. 100,0 х 30,0 м                                                                                                | Об'єкт  | Наказ УКіТ № 25 від 02.03.05р.        |                                                               |
| 35.   |         | с. Гуляй Поле Бірківської сел/ради. Поселення розташоване на схід від села за 1,5 км | Поселення Рябухи-не — V | - << - | пл. 200,0 х 70,0 м                                                                                                | Об'єкт  | Наказ УКіТ № 25 від 02.03.05р.        |                                                               |
| 36.   |         | с. Новоселівка, Нововодолазької селищної ради Нововодолазького р-ну. Поселення зайиає підаищення в центрі ділянки і частково перерізане ґрунтовою дорогою. На південній околиці поселення прокладене лінію ЛЕП. | Поселення скіфського часу Новоселівка | Зоря О. О. Голубєва І. В.V-ІІІ ст. до н. е. | Розміри не встановлені                                                                                            | Об'єкт  | Наказ УКіТ № 249 від 22.07.08р.       |                                                               |
| 37.   |         | с. Стара Водолага, Староводолазька сільська рада, Нововодолазький район. Поселення «Стара Водолага-1» бронзової доби зрубної КІС розташоване на правому березі безіменного ставка біля мосту, ліворуч від асфальтованої дороги на с. Стара Водолага близько 0,8 км на південь від західної околиці даного села.                                                                                               | Поселення "Стара Водолага — 1"ІІ пол. ІІ тис. до н. е.                                                                                           | Дідик В. В. Резніков В. В.,2009 р. | Пл. 3,2 га(400?80м).                                                                                              | Об'єкт  | Наказ УКіТ № 274/1 від 06.11.09р.     |                                                               |
| 38.   |         | с. Старовірівка, Старовірівська сільська рада, Нововодолазький район. Поселення «Старовірівка-1» бронзової доби зрубної КІС розташоване на правому березі безіменного ставка на відстані 1,0 км та на відстані 2,0 км на північний захід від північної околиці с. Старовірівка. | Поселення «Старовірівка — 1» XV—XII ст. до н. е.                                                                                                 | Дідик В. В. Резніков В. В.,2009 р. | Пл. 1,5 га(150?100м).                                                                                             | Об'єкт  | Наказ УКіТ № 274/1 від 06.11.09р.     |                                                               |
| 39.   |         | с. Винники, Станичненська сільської ради Нововодолазького району. Поселення розташоване в районі вул. Механізаторської в с. Винники. | Поселення «Винники» сер. III—V ст. | Задніков С. А., 2008 р. | 400?150 м | Об'єкт  | Наказ УКіТ № 01 від 12.01.10р.        |                                                               |
| 40.   |         | Бірківська селищна рада, с. Ключеводське. Розташований за 1,0 км на північ від північної околиці села, ліворуч (100 м) від асфальтованої дороги, що веде до шосе сел. Борки — смт Нова Водолага. Координати: Курган № 1 — 49.41.508Пн, 36.00.666Сх. | Курган № 1 | В. Дідик, науковий співробітник відділу пам'яток археології Обласного комунального закладу «Харківський науково-методичний центр охорони культурної спадщини» у 2011 р. 1973 р. ІІІ тис. до н. е. — І тис. до н. е. | Вис. 0,8 м, діам. 40 м.                                                                                           | Об'єкт  | Наказ УКіТ № 463 від 19.12.11р.       |                                                               |
| 41.   |         | Бірківська селищна рада, с. Ключеводське. Розташований за 0,35 км на захід від кладовища с. Ключеводське. Координати: Курган № 2 — 49.41.508Пн, 36.00.666Сх. | Курган № 2 ІІІ тис. до н. е. — І тис. до н. е.                                                                                                   | В. Дідик, науковий співробітник відділу пам'яток археології Обласного комунального закладу «Харківський науково-методичний центр охорони культурної спадщини» у 2011 р. 1973 р.                                     | ІІІ тис. до н. е. — І тис. до н. е.                                                                               | Об'єкт  | Наказ УКіТ № 463 від 19.12.11р.       |                                                               |
| 42.   |         | Бірківська селищна рада, с. Ключеводське. Кургани № 3 — 5 розташовані за 1,8 км на північний захід від західної околиці села. Координати: Курган № 3 — 49.41.421Пн, 35.58.383Сх. Курган № 4 — 49.41.413Пн, 35.58.424Сх. Курган № 5 — 49.41.412Пн, 35.58.475Сх. | Курганна група (кургани № 3-5) ІІІ тис. до н. е. — І тис. до н. е.                                                                               | В. Дідик, науковий співробітник відділу пам'яток археології Обласного комунального закладу «Харківський науково-методичний центр охорони культурної спадщини» у 2011 р. 1973 р.                                     | Курган № 3 — вис. 0,3 м, діам. 20 м. Курган № 4 — вис. 0,9 м, діам. 35 м. Курган № 5 — вис. 1,0 м, діам. 40 м.    | Об'єкт  | Наказ УКіТ № 463 від 19.12.11р.       |                                                               |
| 43.   |         | Бірківська селищна рада, с. Ключеводське. Розташований за 2,2 км на північний захід від західної частини с. Ключеводське. Координати: Курган № 6 — 49.41.368Пн, 35.58.673Сх. | Курган № 6 ІІІ тис. до н. е. — І тис. до н. е.                                                                                                   | В. Дідик, науковий співробітник відділу пам'яток археології Обласного комунального закладу «Харківський науково-методичний центр охорони культурної спадщини» у 2011 р. 1973 р.                                     | вис. 0,5 м, діам. 25м                                                                                             | Об'єкт  | Наказ УКіТ № 463 від 19.12.11р.       |                                                               |
| 44.   |         | Бірківська селищна рада, с. Ключеводське. Розташований за 1,35 км на північний схід від північної околиці с. Ключеводське, ліворуч від асфальтованої дороги (2 км автошляху сел. Борки — смт Нова Водолага). Координати: Курган № 7 —49.41.698Пн, 36.01.253Сх. | Курган № 7 ІІІ тис. до н. е. — І тис. до н. е.                                                                                                   | В. Дідик, науковий співробітник відділу пам'яток археології Обласного комунального закладу «Харківський науково-методичний центр охорони культурної спадщини» у 2011 р. 1973 р.                                     | Вис. 0,4 м, діам. 20 м                                                                                            | Об'єкт  | Наказ УКіТ № 463 від 19.12.11р.       |                                                               |
| 45.   |         | Бірківська селищна рада, с. Ключеводське. Розташований за 2,0 км на схід від північної околиці с. Ключеводське, та за 0,8 км на захід від південної околиці сел. Бірки, за 0,35 км на північ від ставка с. Ключеводське. Координати: Курган № 8 —49.40.888Пн, 36.01.998Сх. | Курган № 8 ІІІ тис. до н. е. — І тис. до н. е.                                                                                                   | В. Дідик, науковий співробітник відділу пам'яток археології Обласного комунального закладу «Харківський науково-методичний центр охорони культурної спадщини» у 2011 р. 1973 р.                                     | вис. 1,0 м, розміри 30?60м                                                                                        | Об'єкт  | Наказ УКіТ № 463 від 19.12.11р.       |                                                               |
| 46.   |         | Бірківська селищна рада, с. Гуляй Поле. Розташований за 3,5 км на північ від північно-західної околиці села, на високому лівому березі р. Коси — лівої притоки р. Джгун. Координати: Курган № 1 — 49.39.643Пн, 036.00.390Сх. | Курган № 1 ІІІ тис. до н. е. — І тис. до н. е.                                                                                                   | В. Дідик, науковий співробітник відділу пам'яток археології Обласного комунального закладу «Харківський науково-методичний центр охорони культурної спадщини» у 2011 р. 1973 р.                                     | вис. 0,3 м, діам. 20 м                                                                                            | Об'єкт  | Наказ УКіТ № 463 від 19.12.11р.       |                                                               |
| 47.   |         | Бірківська селищна рада, с. Гуляй Поле. Розташовані за 3,0 км на південний схід від східної околиці села, на вододілі р. Берестова та р. Джгун. Координати: Курган № 2 — 49.36.928Пн, 036.03.804Сх. Курган № 3 — 49.36.930Пн, 036.03.830Сх. | Курганна група (кургани № 2-3) ІІІ тис. до н. е. — І тис. до н. е.                                                                               | В. Дідик, науковий співробітник відділу пам'яток археології Обласного комунального закладу «Харківський науково-методичний центр охорони культурної спадщини» у 2011 р. 1973 р.                                     | Курган № 2 — вис. 1,0 м, діам. 35 м. Курган № 3 — вис. 0,9 м, діам. 35 м.                                         | Об'єкт  | Наказ УКіТ № 463 від 19.12.11р.       |                                                               |
| 48.   |         | Бірківська селищна рада, с. Гуляй Поле. Розташований за 2,0 км на північ від північної околиці села, на вододілі двох балок, праворуч (125 м) від ґрунтової дороги с. Гуляй Поле — сел. Бірки. Координати: Курган № 4 — 49.39.451Пн, 036.02.215Сх. | Курган № 4 ІІІ тис. до н. е. — І тис. до н. е.                                                                                                   | В. Дідик, науковий співробітник відділу пам'яток археології Обласного комунального закладу «Харківський науково-методичний центр охорони культурної спадщини» у 2011 р. 1973 р.                                     | вис. 0,4 м, діам. 25м                                                                                             | Об'єкт  | Наказ УКіТ № 463 від 19.12.11р.       |                                                               |
| 49.   |         | Старовірівська сільрада, с. Палатки. Розташована за 1,8 км на північ від північної околиці села, на високому правому березі р. Берестовенька, ліворуч асфальтованої дороги із с. Старовірівка до с. Палатки. Координати: Курган № 1 — 49.33.921Пн, 35.41.939Сх.курган № 2 — 49.33.924Пн, 35.41.889Сх. | Курганна група (Кургани № 1—2) ІІІ тис. до н. е. — І тис. до н. е.                                                                               | В. Дідик, науковий співробітник відділу пам'яток археології Обласного комунального закладу «Харківський науково-методичний центр охорони культурної спадщини» у 2011 р. 1973 р.                                     | Курган № 1 вис. 0,3 м, діам. 25 м. Курган № 2 вис. 0,3 м, діам. 20 м.                                             | Об'єкт  | Наказ УКіТ № 463 від 19.12.11р.       |                                                               |
| 50.   |         | Старовірівська сільрада, с. Палатки. Розташований за 1,8 км на північ від північної околиці села, на високому правому березі р. Берестовенька, ліворуч (200 м) від асфальтованої дороги із с. Старовірівка до с. Палатки. Координати: Курган № 3 — 49.33.865Пн, 35.41.636Сх. | Курган № 3 ІІІ тис. до н. е. — І тис. до н. е.                                                                                                   | В. Дідик, науковий співробітник відділу пам'яток археології Обласного комунального закладу «Харківський науково-методичний центр охорони культурної спадщини» у 2011 р. 1973 р.                                     | вис. 1,5 м, діам. 35 м.                                                                                           | Об'єкт  | Наказ УКіТ № 463 від 19.12.11р.       |                                                               |
| 51.   |         | Старовірівська сільрада, с. Старовірівка. Розташована за 2 км на захід від західної околиці села, на високому правому березі р. Берестовенька, та за 1,5 км на північний схід від залізничної зупинки «53 км». Через насипи курганів № 1—2 пролягає ґрунтова дорога із с. Старовірівка — залізнична зупинка «53 км». Координати: Курган № 1 — 49.31.884Пн, 35.37.470Сх.курган № 2 — 49.31.915Пн, 35.37.544Сх. | Курганна група (Кургани № 1—2) ІІІ тис. до н. е. — І тис. до н. е.                                                                               | В. Дідик, науковий співробітник відділу пам'яток археології Обласного комунального закладу «Харківський науково-методичний центр охорони культурної спадщини» у 2011 р. 1973 р.                                     | Курган № 1 вис. 1,0 м, діам. 30 м. Курган № 2 вис. 2,0 м, діам. 40 м.                                             | Об'єкт  | Наказ УКіТ № 463 від 19.12.11р.       |                                                               |
| 52.   |         | Старовірівська сільрада, с. Старовірівка. Розташований за 1,8 км на захід від західної околиці села, на високому правому березі р. Берестовенька, та за 2,0 км на північний схід від залізничної зупинки «53 км». Праворуч насипу кургану № 3 пролягає ґрунтова дорога із с. Старовірівка — залізнична зупинка «53 км». Координати: Курган № 3 — 49.31.959Пн; 35.37.635Сх.                                    | Курган № 3 ІІІ тис. до н. е. — І тис. до н. е.                                                                                                   | В. Дідик, науковий співробітник відділу пам'яток археології Обласного комунального закладу «Харківський науково-методичний центр охорони культурної спадщини» у 2011 р. 1973 р.                                     | вис. 0,8 м, діам. 30м                                                                                             | Об'єкт  | Наказ УКіТ № 463 від 19.12.11р.       |                                                               |
| 53.   |         | Старовірівська сільрада, с. Старовірівка. Розташований за 1,8 км на захід від західної околиці села, на високому правому березі р. Берестовенька, та за 2,2 км на північний схід від залізничної зупинки «53 км». Координати: Курган № 4 — 49.32.129Пн; 35.37.808Сх. | Курган № 4 ІІІ тис. до н. е. — І тис. до н. е.                                                                                                   | В. Дідик, науковий співробітник відділу пам'яток археології Обласного комунального закладу «Харківський науково-методичний центр охорони культурної спадщини» у 2011 р. 1973 р.                                     | вис. 0,5 м, діам. 25м                                                                                             | Об'єкт  | Наказ УКіТ № 463 від 19.12.11р.       |                                                               |
| 54.   |         | Старовірівська сільрада, с. Старовірівка. Розташована за 2 км на захід від західної околиці села, на високому правому березі р. Берестовенька, та за 1,9 км на північний схід від залізничної зупинки «53 км». Координати: Курган № 5 — 49.32.035Пн, 35.37.966Сх. Курган № 6 — 49.32.045Пн, 35.38.007Сх.курган № 7 — 49.32.053Пн, 35.38.041Сх.                                                                | Курганна група (Кургани № 5—7) ІІІ тис. до н. е. — І тис. до н. е.                                                                               | В. Дідик, науковий співробітник відділу пам'яток археології Обласного комунального закладу «Харківський науково-методичний центр охорони культурної спадщини» у 2011 р. 1973 р.                                     | Курган № 5 вис.1,0 м, діам. 30 м. Курган № 6 вис. 0,2 м, діам. 20 м. Курган № 7 вис. 0,2 м, діам. 20 м.           | Об'єкт  | Наказ УКіТ № 463 від 19.12.11р.       |                                                               |
| 55.   |         | Старовірівська сільрада, с. Старовірівка. Розташована за 0,5 км на північ від північної околиці села, на високому правому березі р. Берестовенька, за 0,25 км ліворуч від ґрунтової дороги, що веде із центру с. Старовірівка до безіменного ставка. Координати: Курган № 8 — 49.33.265Пн, 35.42.884Сх.курган № 9 — 49.33.219Пн, 35.42.925Сх                                                                  | Курганна група (Кургани № 8-9) ІІІ тис. до н. е. — І тис. до н. е.                                                                               | В. Дідик, науковий співробітник відділу пам'яток археології Обласного комунального закладу «Харківський науково-методичний центр охорони культурної спадщини» у 2011 р. 1973 р.                                     | Курган № 8 вис. 0,7 м, діам. 25 м. Курган № 9 вис. 0,3 м, діам. 20 м.                                             | Об'єкт  | Наказ УКіТ № 463 від 19.12.11р.       |                                                               |
| 56.   |         | Старовірівська сільрада, с. Старовірівка. Розташований за 5,0 км на південь від південної околиці села, ліворуч від асфальтованої дороги із с. Старовірівка до с. Дячківка, на вододілі річок Берестова та Берестовенька. Координати: Курган № 10 — 49?29.433 Пн, 35?41.264 Сх. | Курган № 10 ІІІ тис. до н. е. — І тис. до н. е.                                                                                                  | В. Дідик, науковий співробітник відділу пам'яток археології Обласного комунального закладу «Харківський науково-методичний центр охорони культурної спадщини» у 2011 р. 1973 р.                                     | вис. 1,8 м, діам. 30 м.                                                                                           | Об'єкт  | Наказ УКіТ № 463 від 19.12.11р.       |                                                               |
| 57.   |         | Старовірівська сільрада, с. Старовірівка. Розташований за 4,5 км на південь від західної околиці села, праворуч (800 м) від асфальтованої дороги із с. Старовірівка до с. Дячківка, на вододілі річок Берестова та Берестовенька. Координати: Курган № 11 — 49?29.569 Пн, 35?40.466 Сх. | Курган № 11 ІІІ тис. до н. е. — І тис. до н. е.                                                                                                  | В. Дідик, науковий співробітник відділу пам'яток археології Обласного комунального закладу «Харківський науково-методичний центр охорони культурної спадщини» у 2011 р. 1973 р.                                     | вис 0,8 м, діам. 35м                                                                                              | Об'єкт  | Наказ УКіТ № 463 від 19.12.11р.       |                                                               |
| 58.   |         | Старовірівська сільрада, с. Старовірівка. Розташований за 4,5 км на південь від західної околиці села, на вододілі річок Берестова та Берестовенька. Координати: Курган № 12 — 49?29.611 Пн, 35?40.028 Сх. | Курган № 12 ІІІ тис. до н. е. — І тис. до н. е                                                                                                   | В. Дідик, науковий співробітник відділу пам'яток археології Обласного комунального закладу «Харківський науково-методичний центр охорони культурної спадщини» у 2011 р. 1973 р..                                    | вис. 0,4 м, діам. 20м                                                                                             | Об'єкт  | Наказ УКіТ № 463 від 19.12.11р.       |                                                               |
| 59.   |         | Старовірівська сільрада, с. Старовірівка. Розташований за 4,5 км на південь від західної околиці села, на вододілі річок Берестова та Берестовенька. Координати: Курган № 12 — 49?29.627 Пн, 35?39.872 Сх. | Курган № 13 ІІІ тис. до н. е. — І тис. до н. е.                                                                                                  | В. Дідик, науковий співробітник відділу пам'яток археології Обласного комунального закладу «Харківський науково-методичний центр охорони культурної спадщини» у 2011 р. 1973 р.                                     | вис. 0,7 м, діам. 30 м.                                                                                           | Об'єкт  | Наказ УКіТ № 463 від 19.12.11р.       |                                                               |
| 60.   |         | Старовірівська сільрада, с. Старовірівка. Розташована за 4,5 км на південь від західної околиці села, на вододілі річок Берестова та Берестовенька. Координати: Курган № 14 — 49?29.649 Пн, 35?39.666 Сх.курган № 15 — 49?29.630 Пн, 35?39.645 Сх.курган № 16 — 49?29.603 Пн, 35?39.622 Сх. | Курганна група (Кургани № 14-16) ІІІ тис. до н. е. — І тис. до н. е                                                                              | В. Дідик, науковий співробітник відділу пам'яток археології Обласного комунального закладу «Харківський науково-методичний центр охорони культурної спадщини» у 2011 р. 1973 р.                                     | Курган № 14 — вис. 0,4 м, діам. 15 м. Курган № 15 — вис. 2,0 м, діам. 35 м. Курган № 16 — вис. 0,8 м, діам. 40 м. | Об'єкт  | Наказ УКіТ № 463 від 19.12.11р.       |                                                               |
| 61.   |         | Старовірівська сільрада, с. Старовірівка. Розташована на кордоні з Красноградським районом, за 3 км на південь від крайньої південно-західної околиці с. Старовірівка, на вододілі річок Берестова та Берестовенька. Координати: Курган № 17 — 49?29.670 Пн, 35?38.589 Сх. Курган № 18 — 49?29.677 Пн, 35?38.526 Сх.                                                                                          | Курганна група (Кургани № 17-18) ІІІ тис. до н. е. — І тис. до н. е.                                                                             | В. Дідик, науковий співробітник відділу пам'яток археології Обласного комунального закладу «Харківський науково-методичний центр охорони культурної спадщини» у 2011 р. 1973 р.                                     | Курган № 17 — вис. 1,6 м, діам. 40 м. Курган № 18 — вис. 2,0 м, діам. 45м                                         | Об'єкт  | Наказ УКіТ № 463 від 19.12.11р.       |                                                               |
| 62.   |         | Старовірівська сільрада, с. Старовірівка. Розташований за 6,0 км на південь від західної околиці села, на вододілі річок Берестова та Берестовенька. Координати: Курган № 19 — 49?29.187 Пн, 35?43.617 Сх. | Курган № 19 ІІІ тис. до н. е. — І тис. до н. е.                                                                                                  | В. Дідик, науковий співробітник відділу пам'яток археології Обласного комунального закладу «Харківський науково-методичний центр охорони культурної спадщини» у 2011 р. 1973 р.                                     | Вис. 1,2 м, діам. 35 м.                                                                                           | Об'єкт  | Наказ УКіТ № 463 від 19.12.11р.       |                                                               |
| 63.   |         | Старовірівська сільрада, с. Старовірівка. Розташована за 6,0 км на південь від південної околиці села, на вододілі річок Берестова та Берестовенька. Координати: Курган № 20 — 49?29.253 Пн, 35?44.105 Сх.курган № 21 — 49?29.262 Пн, 35?44.151 Сх.курган № 22 — 49?29.299 Пн, 35?44.195 Сх. | Курганна група (Кургани № 20-22) ІІІ тис. до н. е. — І тис. до н. е.                                                                             | В. Дідик, науковий співробітник відділу пам'яток археології Обласного комунального закладу «Харківський науково-методичний центр охорони культурної спадщини» у 2011 р. 1973 р.                                     | Курган № 20 — вис. 2,0 м, діам. 40 м. Курган № 21 — вис. 1,4 м, діам. 35 м. Курган № 22 — вис. 0,5 м, діам. 25 м. | Об'єкт  | Наказ УКіТ № 463 від 19.12.11р.       |                                                               |
| 64.   |         | Старовірівська сільрада, с. Старовірівка. Розташована за 1,2 км на південь від центральної частини південної околиці села, на вододілі річок Берестова та Берестовенька. Координати: Курган № 23 — 49?31.769 Пн, 35?43.426 Сх.курган № 24 — 49?31.764 Пн, 35?43.356 Сх.курган № 25 — 49?31.731 Пн, 35?43.255 Сх.                                                                                              | Курганна група (Кургани № 23-25) ІІІ тис. до н. е. — І тис. до н. е.                                                                             | В. Дідик, науковий співробітник відділу пам'яток археології Обласного комунального закладу «Харківський науково-методичний центр охорони культурної спадщини» у 2011 р. 1973 р.                                     | Курган № 23 — вис. 0,5 м, діам. 20 м. Курган № 24 — вис. 1,7 м, діам. 45 м. Курган № 25 — вис. 0,5 м, діам. 30м   | Об'єкт  | Наказ УКіТ № 463 від 19.12.11р.       |                                                               |

## Джерело
Лист Харківської Облдержадміністрації на запит ВМ УА від 28 березня 2012. Файли доступні на сайті конкурсу WLM.